# Timia nigrimana
Timia nigrimana är en tvåvingeart som först beskrevs av Friedrich Hermann Loew 1866.  Timia nigrimana ingår i släktet Timia och familjen fläckflugor. Inga underarter finns listade i Catalogue of Life.